# Рингстед (Ајова)
Рингстед (енгл. Ringsted) град је у америчкој савезној држави Ајова. По попису становништва из 2010. у њему је живело 422 становника.

## Демографија
Према попису становништва из 2010. у граду је живело 422 становника, што је -14 (-3.2%) становника више него 2000. године.
| Група             | 2000.       | 2010.       |
| Белци             | 433 (99,3%) | 410 (97,2%) |
| Афроамериканци    | 0 (0,0%)    | 0 (0,0%)    |
| Азијати           | 1 (0,2%)    | 0 (0,0%)    |
| Хиспаноамериканци | 0 (0,0%)    | 6 (1,4%)    |
| Укупно            | 436         | 422         |